# Тенно, Сийм
Сийм Тенно (эст. Siim Tenno; 4 августа 1990, Элва, Тартуский район, Эстонская ССР, СССР, ныне Тартумаа, Эстония) — эстонский футболист, полузащитник.

## Карьера
Воспитанник эстонского клуба «Таммека». В этой команде он начинал свою карьеру. В 2012 году Тенно на правах аренды выступал за чешский клуб «Виктория Жижков».
В 2014 году хавбек некоторое время находился в нарвском «Трансе», после чего он уехал в Германию. Там Тенно играл в пятой по силе футбольной лиге страны за «Ноймюнстер». В июле 2015 года полузащитник вернулся в «Таммеку». С начала 2016 года выступает в шестом и пятом дивизионах Германии за «МТФ Гифхорн» из Нижней Саксонии.
За сборную Эстонии Сийм Тенно провёл 3 матча в 2011—2012 годах. Дебютный матч сыграл 19 июня 2011 года против сборной Чили.